# Проєктно-технологічна діяльність
Проєктно-технологічна діяльність — це комплексна діяльність, яка включає в себе планування, розробку, реалізацію та оцінку проєктів з метою досягнення певних цілей. Ця діяльність може бути застосована в різних галузях, таких як будівництво, інформаційні технології, виробництво, освіта та інші. 

## Історія проєктного навчання
Джон Дьюї (1859-1952) був видатним американським філософом, психологом і педагогом, чиї ідеї мали значний вплив на освіту та проєктно-технологічну діяльність. Дьюї вважав, що освіта повинна бути активним процесом, в якому учні беруть участь у реальних проєктах і діяльностях, що допомагає їм розвивати критичне мислення, творчість і практичні навички.
Основні принципи проєктно-технологічної діяльності за Джоном Дьюї включають активне навчання, інтеграцію теорії і практики, соціальну взаємодію, рефлексію, реальні проблеми, творчість і інновації, а також гнучкість і адаптацію.
Дьюї вважав, що учні повинні бути активними учасниками свого навчання, а не пасивними спостерігачами. Проєктна діяльність дозволяє учням брати участь у реальних завданнях, які мають практичне значення. Дьюї підкреслював важливість інтеграції теоретичних знань з практичним досвідом. Проєкти дозволяють учням застосовувати теоретичні знання на практиці, що сприяє глибшому розумінню матеріалу.
Дьюї вважав, що навчання є соціальним процесом. Проєктна діяльність часто передбачає роботу в групах, що допомагає учням розвивати навички спілкування, співпраці та вирішення конфліктів. Дьюї підкреслював важливість рефлексії як частини навчального процесу. Учні повинні мати можливість аналізувати свої дії та результати, щоб зрозуміти, що вони навчилися і як можна покращити свою роботу в майбутньому.
Проєкти повинні бути зосереджені на реальних проблемах і ситуаціях, що допомагає учням бачити зв'язок між навчанням і реальним життям. Це робить навчання більш цікавим і мотивованим. Дьюї вважав, що освіта повинна сприяти розвитку творчих здібностей учнів. Проєктна діяльність дозволяє учням експериментувати, випробовувати нові ідеї та шукати інноваційні рішення.
Проєкти повинні бути гнучкими і адаптованими до потреб і інтересів учнів. Дьюї вважав, що освіта повинна бути динамічною і здатною адаптуватися до змін. Проєктно-технологічна діяльність за Джоном Дьюї спрямована на створення навчального середовища, де учні можуть активно взаємодіяти з матеріалом, застосовувати теоретичні знання на практиці, розвивати критичне мислення і творчість, а також навчатися через соціальну взаємодію і рефлексію.

## Формування навичок
Проєктно-технологічна діяльність є ефективним способом формування різноманітних навичок у учасників проєкту. Ця діяльність дозволяє учасникам застосовувати теоретичні знання на практиці, розвивати критичне мислення, творчість і практичні навички. Основні навички, які формуються в процесі проєктно-технологічної діяльності, включають:
1. Аналітичні навички:
  - Здатність аналізувати проблеми і ситуації.
  - Розробка планів і стратегій для вирішення проблем.
  - Оцінка ризиків і можливостей.
2. Критичне мислення:
  - Здатність оцінювати інформацію і приймати обґрунтовані рішення.
  - Виявлення і вирішення проблем.
  - Оцінка результатів і внесення коригувань.
3. Творчість і інновації:
  - Розробка нових ідей і рішень.
  - Експериментування і випробування нових підходів.
  - Створення інноваційних продуктів або послуг.
4. Практичні навички:
  - Застосування теоретичних знань на практиці.
  - Виконання конкретних завдань і етапів проєкту.
  - Робота з різними інструментами і технологіями.
5. Комунікаційні навички:
  - Ефективне спілкування з командою і зацікавленими сторонами.
  - Підготовка і подача звітів та презентацій.
  - Вирішення конфліктів і досягнення консенсусу.
6. Навички управління проєктами:
  - Планування і організація проєктів.
  - Управління ресурсами і термінами.
  - Моніторинг і контроль виконання проєкту.
7. Командна робота:
  - Співпраця з іншими учасниками проєкту.
  - Розподіл ролей і обов'язків.
  - Вирішення проблем і досягнення спільних цілей.
8. Рефлексія і самооцінка:
  - Аналіз власних дій і результатів.
  - Визначення сильних і слабких сторін.
  - Розробка планів для покращення і розвитку.
9. Адаптація і гнучкість:
  - Здатність адаптуватися до змін і непередбачених ситуацій.
  - Вирішення проблем і внесення коригувань у процесі виконання проєкту [2].

## Етапи організації проєктно-технологічної діяльності
1. Ініціація проєкту:
  - Визначення цілей і завдань проєкту.
  - Аналіз потреб і вимог.
  - Визначення бюджету і ресурсів.
2. Планування проєкту:
  - Розробка деталізованого плану проєкту.
  - Визначення етапів і завдань.
  - Розподіл ролей і обов'язків.
  - Визначення термінів і графіків виконання.
3. Розробка технології:
  - Вибір технологій і методів, які будуть використані в проєкті.
  - Розробка технічної документації.
  - Визначення стандартів і норм.
4. Реалізація проєкту:
  - Виконання робіт відповідно до плану.
  - Моніторинг і контроль виконання.
  - Управління ризиками і змінами.
5. Оцінка і завершення проєкту:
  - Оцінка результатів проєкту.
  - Аналіз досягнутих цілей і завдань.
  - Підготовка звітів і документації.
  - Завершення проєкту і передача результатів замовнику [3]

## Проєктна діяльність
Проєктна діяльність — це організований процес планування, виконання та контролю проєктів з метою досягнення конкретних цілей і результатів. Проєкти можуть бути різноманітними за своєю природою, від будівництва і розробки програмного забезпечення до маркетингових кампаній і освітніх програм. Основні етапи проєктної діяльності включають ініціацію проєкту, планування проєкту, виконання проєкту, завершення проєкту та оцінку і аналіз.
Ініціація проєкту включає визначення цілей і завдань, аналіз потреб і вимог, а також визначення бюджету і ресурсів. Планування проєкту передбачає розробку деталізованого плану, розподіл ролей і обов'язків, а також визначення термінів і графіків. Виконання проєкту охоплює реалізацію плану, моніторинг і контроль, а також управління ризиками. Завершення проєкту включає оцінку результатів, підготовку звітів та формальне завершення і передачу результатів замовнику або користувачам. Оцінка і аналіз передбачають аналіз успіхів і невдач, а також документування уроків на майбутнє.
Проєктна діяльність вимагає координації між різними учасниками проєкту, такими як менеджери, команди виконавців, зацікавлені сторони і клієнти. Успішна реалізація проєктів залежить від ефективного управління ресурсами, часом і якістю, а також від здатності адаптуватися до змін і вирішувати виникаючі проблеми.

## Список використаних джерел
1. ↑  Чала, Наталія (2020). Педагогічна діяльність Дж. Дьюї в електронному інформаційно-бібліографічному ресурсі "Видатні педагоги України та світу". Вісник Книжкової палати (укр.). № 11. с. 23—28. doi:10.36273/2076-9555.2020.11(292).23-28. ISSN 2076-9555. Процитовано 19 січня 2025.
2. ↑  Сергій, Горбачов (21 лютого 2018). Проектне навчання: коротко про головне | Нова українська школа (укр.). Процитовано 19 січня 2025.
3. ↑  Parzuchowska, Karolina (10 липня 2024). Життєвий цикл проекту: Етапи та ключова інформація, яку потрібно знати!. FlexiProject (укр.). Процитовано 19 січня 2025.
4. ↑  Антонівна, Дешко Наталія. Проєктна діяльність як засіб розвитку навчально-виховної системи ОЦЕВУМу. naurok.com.ua (укр.). Процитовано 19 січня 2025.